# ナビオニクス
ナビオニクス（英語：Navionics）は、イタリア、トスカーナ州ルッカ県マッサローザに本社を置くマリンエレクトロニクス企業。主に航海用電子海図を制作する。同社は、アメリカ合衆国マサチューセッツ州のウェアハム、イギリスのプリマス、インドのハイデラバード、オーストラリアのニューサウスウェールズ州に子会社を持ち、世界中で事業を展開している。

## 概要
ナビオニクスは、ジュゼッペ・カルネヴァーリ（Giuseppe Carnevali）と、フォスコ・ビアンケッティ（Fosco Bianchetti）の2名によって世界初の船舶用チャートプロッターとなるジオナブ（Geonav）を発表した1984年にヴィアレッジョで設立された。
発明したカルネヴァーリの祖父は船主、父は海軍設計士で造船所の経営者という家庭環境から幼い頃から船に親しんでおり、中学の卒業祝いには親にセーリング用のディンギーを強請っている。その後、ジェノヴァ大学で機械工学と船舶工学の博士号を取得し、イタリア海軍に入隊。除隊後ベネッティ造船所で勤め始めており、生産部長にまで昇格したことで、当時最大となるスーパーヨットナビラの建造を指揮する。しかし、イタリアの経済不況も重なり変革の重要性を感じており、ビアンケッティ共に新事業の構想を練っていた矢先、スパイ映画「007/ゴールドフィンガー」から商品の着想を得たことで商品開発を開始している。ジオナブ発表から一年後、共同設立者であったビアンケッティは退職し、ライバルとなるC-MAP社を興している。なお、C-MAPとの関係は良好であり、寡占市場であったため、ライバルの出現は自らを律するために必要であったとカルネヴァーリは語っている。
2007年には、電子チャートの作成のみに注力するため、Geonav製品ラインを売却。
2017年10月27日、ナビオニクスはガーミンに買収される。
2018年、MongoDBのデータベースがパスワードで保護されておらず、このため数十万人の顧客データが流出したと発表した。

## 製品
チャートプロッター向け電子海図
海や湖などチャートプロッターで使用される電子海図。
モバイルアプリ
同様のスマートフォン向け電子海図。
ウェブアプリケーション
同様のデスクトップパソコン向け電子海図。

## ナビオニクス財団
インドの学校教育や教育プログラムを支援する目的で2001年に非営利団体として設立された。ハイデラバードにあるテランガーナ州文部省・学校教育局と連携しながら各種慈善活動を行っている。